# Zilveren Zoen
De Zilveren Zoen was een literatuurprijs die tussen 1997 en 2008 jaarlijks werd toegekend door de Stichting CPNB  voor twee van de beste boeken voor jongeren vanaf twaalf jaar. Daarnaast werd een Gouden Zoen toegekend.
Terwijl voor de Gouden Zoen alleen oorspronkelijk in het Nederlands geschreven werk in aanmerking kwam, was de Zilveren Zoen ook voor in het Nederlands vertaalde boeken. DE CPNB stopte er na 2008 mee omdat er niet genoeg aandacht voor was vanuit uitgeverijen, scholen en de jongeren zelf.
Voor boeken die voor jongere kinderen geschreven worden, bestaan vergelijkbare prijzen: de Gouden en Zilveren Griffel. Bovendien worden jaarlijks Gouden en Zilveren Penselen uitgereikt aan de best geïllustreerde kinderboeken.

## Gelauwerden
- 2008 - Markus Zusak, voor De boekendief
- 2008 - Linzi Glass, voor Het jaar dat de zigeuners kwamen
- 2007 - Mikael Engström, voor Dief van de duivel
- 2007 - Marita de Sterck, voor Kwaad bloed
- 2006 - David Almond, voor De vuurvreter
- 2006 - Hilde Hagerup, voor Zomerzeer
- 2005 - Mikael Engström, voor Tobbe
- 2005 - Marita de Sterck, voor Met huid en haar
- 2004 - Mark Haddon, voor Het wonderbaarlijke voorval met de hond in de nacht
- 2004 - Margaret Wild, voor Jinx
- 2003 - Floortje Zwigtman, voor Wolfsroedel
- 2003 - Rita Williams-Garcia, voor Ysa's schreeuw
- 2002 - David Almond, voor Het zwarte slik
- 2002 - Jon Ewo, voor De Zon is een maffe god
- 2001 - David Almond, voor De wildernis
- 2001 - Karlijn Stoffels, voor De rattenvanger
- 2000 - Imme Dros, voor Ilios: het verhaal van de Trojaanse oorlog
- 2000 - Louis Sachar, voor Gaten
- 1999 - Ted van Lieshout, voor Stilleven: een tentoonstelling
- 1999 - Per Nilsson, voor De geur van melisse
- 1998 - Henri Van Daele, voor Balthasar
- 1998 - Kim Fupz Aakeson, voor Waanzinnige wereld
- 1997 - Ted van Lieshout, voor Gebr..
- 1997 - Sylvia Waugh, voor De mennyms